# Imperator: Rome
Imperator: Rome é um jogo de guerra de grand strategy desenvolvido pelo Paradox Development Studio e publicado pela Paradox Interactive. É um sucessor espiritual de Europa Universalis: Rome (2008). Recebeu em geral críticas positivas, no entanto o desenvolvimento e apoio para o jogo foi suspendido em maio de 2021.

## Jogabilidade
A cronologia do jogo vai de 450 AUC (304 AC) a 727 AUC (27 AC) e inclui o período de estabelecimento do Império Romano e das Guerras dos Diádocos. O mapa vai da Península Ibérica à Índia. Como os jogos passados da Paradox, todas as nações no jogo são jogáveis. O jogo anuncia uma variedade de funcionalidades, incluindo gestão de personagem, população diversificado, novas táticas de batalha, tradições militares, diferentes tipos governamentais, bárbaros e rebeliões, comércio, e melhoramento provincial.

## Desenvolvimento
O jogo foi desenvolvido pelo Paradox Development Studio e dirigido por Johan Andersson. Formalmente revelado em maio de 2018, o jogo foi lançado a 25 de abril de 2019 para Windows, MacOS, e Linux. Imperator: Rome foca-se principalmente nas nações e impérios, com um pequeno foco na gestão da personagem como o jogo que se passa após este cronologicamente, Crusader Kings III; Andersson esperava que Paradox pudesse fazer uma sequela moderna a Europa Universalis: Rome. Como com jogos recentes do Paradox Development Studio, Imperator: Rome foi construído usando a Clausewitz Engine, mas com a adição de novo software conhecido como "Jomini" (em homenagem ao general do século XIX Antoine-Henri Jomini) que permite uma criação de mods mais fácil e rápida.
Desenvolvimento e apoio para o jogo foi suspendido pela Paradox Interactive em maio de 2021. Em junho de 2022, a Paradox informou que o jogo não iria receber mais atualizações a não ser que fosse adquirido por outro estúdio ou se houvesse um pico na demanda do jogo.
No aniversário do lançamento do jogo em 2023 Imperator: Rome recebeu um patch que é acessível pelo beta aberto. No entanto, foi dado ênfase em como não era um renascimento do desenvolvimento do jogo.

### Conteúdo para download
| Nome                   | Data de lançamento      | Descrição |
| ---------------------- | ----------------------- | --- |
| As Guerras Púnicas     | 3 de dezembro de 2019   | As Guerras Púnicas apresentam missões e outro conteúdo a Roma e Cartago, particularmente à volta das Guerras Púnicas. O patch 1.3 apresentou um sistema de missão para todas as nações. As Guerras Púnicas foi lançado gratuitamente após o descontentamento acerca da política de DLC's da Paradox.                                            |
| Magna Graecia          | 31 de março de 2020     | Magna Graecia apresenta novas mecânicas de jogabilidade e missões para muitas cidades-estado gregas como Atenas, Esparta, e Siracusa. O patch 1.4 reformulou as mecânicas religiosas pelos panteões e locais sagrados. |
| Epirus                 | 11 de agosto de 2012    | Epirus é um pack de conteúdo que adiciona missões e conteúdo relacionado com o estado grego de Epiro durante o período do governo de Pirro. |
| Herdeiros de Alexandre | 16 de fevereiro de 2021 | Herdeiros de Alexandre adiciona conteúdo para os estados sucessores do império de Alexandre, o Grande (conhecido como Diádocos) e dá ao jogador a habilidade de construir grandes maravilhas costumizáveis. O patch acompanhante 2.0 apresentou grande reformulação da política, população, e mecânicas militares como também um IU atualizado. |

## Receção
O jogo recebeu "críticas em geral favoráveis", segundo o agregador de críticas Metacritic. A IGN elogiou o jogo pela sua profundeza, "a quantidade de coisas detalhadas e estratégicas recheadas no Imperator: Rome é tanto impressionante como assustador", enquanto criticando o interface do utilizador do jogo e nações tribais. A crítica também elogiou o sistema política do jogo, escrevendo que a guerra política entre pessoas dentro de nações é "um grande impulsionador de interação da personagem". PC Gamer descreveu o jogo como "unindo sistemas dos jogos mais recentes" enquanto sendo "mais coeso que uma compilação de 'maiores hits'". Apesar de avaliações de utilizadores baixas do que estavam à espera, as vendas do jogo ultrapassaram as expectativas da Paradox.